# Скрытница (семейство Злаки)
Скры́тница, или Гусятница (лат. Crýpsis) — род травянистых растений семейства Злаки (Poaceae), распространённых от Средиземноморья и Среднего Востока до Центральной Африки и Китая.

## Описание
Однолетние столонообразующие травянистые растения, 5—30 (40) см высотой. Стебли восходящие или лежачие. Листья линейные или линейно-ланцетные, 1—5 мм шириной. Лигула бахромчатая. 
Колоски одинаковые, одноцветковые, 2—6 мм длиной, собраны густые, цилиндрические, яйцевидные или головкообразные колосовидные метёлки, 0,3—8 см длиной и 2,5—10 мм шириной, отчасти или почти полностью скрытые во влагалищах верхушечных листьев. Колосковые чешуи короче колоска или почти равны ему по длине; лодикулы отсутствуют; тычинок 2—3. Зерновки 1,2—2,6 мм длиной. 
Хромосомное число — 2n = 16, 18, 32, 36, 54.

## Таксономия
Crypsis Aiton, Hort. Kew. 1: 48 (1789), nom. cons.
Иногда род рассматривается как подсекция в составе рода Споробол [Sporobolus subsect. Crypsis (Aiton) P.M.Peterson (2014)] и при этом отвергается (nom. rej.).

### Виды
По информации базы данных The Plant List, род включает 10 видов:
- Crypsis aculeata (L.) Aiton (1789) typus — Скрытница колючая [= Sporobolus aculeatus (L.) P.M.Peterson]
- Crypsis acuminata Trin. (1821) — Скрытница заострённочешуйная [= Sporobolus borszczowii subsp. acuminatus (Trin.) P.M.Peterson]
- Crypsis alopecuroides (Piller & Mitterp.) Schrad. (1806) — Скрытница лисохвостовидная [= Sporobolus alopecuroides (Piller & Mitterp.) P.M.Peterson]
- Crypsis ambigua (Boiss.) J.W.Lorch [= Sporobolus borszczowii subsp. ambiguus (Boiss.) P.M.Peterson]
- Crypsis borszczowii Regel (1869) [= Sporobolus borszczowii (Regel) P.M.Peterson]
- Crypsis factorovskyi Eig (1927) — Скрытница Факторовского [= Sporobolus factorovskyi (Eig) P.M.Peterson]
- Crypsis hadjikyriakou Raus & H.Scholz (2004) [= Sporobolus hadjikyriakou (Raus & H.Scholz) P.M.Peterson]
- Crypsis minuartioides (Bornm.) Mez (1921) [= Sporobolus minuartioides (Bornm.) P.M.Peterson]
- Crypsis schoenoides (L.) Lam. (1791) — Скрытница камышевидная [= Sporobolus schoenoides (L.) P.M.Peterson]
- Crypsis turkestanica Eig (1929) — Скрытница туркестанская [= Sporobolus turkestanicus (Eig) P.M.Peterson]
- Crypsis vaginiflora (Forssk.) Opiz (1824) [= Sporobolus niliacus (Fig. & De Not.) P.M.Peterson]